# Weddellite
La weddellite è un minerale formato da ossalato di calcio bi-idrato.

## Morfologia
Forma cristalli bipiramidali, in forma di drusa. Sono comuni i cristalli isolati secondo {011}, di forma allungata secondo [010], terminati secondo {001}, spesso presentano corrosione.

## Origine e giacitura
Le muffe della varietà Aspergillus niger producono questi cristalli sulle superfici marmoree dove proliferano, creando le condizioni per la crescita dei cristalli, in modo da formare un substrato a loro favorevole.

## Caratteristiche fisico-chimiche
Così come la whewellite, la weddellite risulta avere la stessa formula chimica di certi calcoli di organismi viventi.
- Peso atomico: 164,13 grammomolecole[2]
- Indice di elettroni: 2,07 g/cm³[2]
- Indice quantico[2]:
  - Fermioni: 0,0022240567
  - Bosoni: 0,9977759433
- Indici di fotoelettricità[2]:
- PE: 3,15 barn/elettroni
- ρ: 6,51 barn/cm³
- Indice di radioattività: GRapi: 0 (il minerale non è radioattivo)[2]

## Località di ritrovamento
- In Europa[1]: nell'Oblast' di Sofia (Bulgaria); a Gründenwald, a Detzeln ed a Wolfach nella Foresta Nera (Germania); ad Ashover nel Derbyshire (Regno Unito)
  - In Italia[1]: a Varana (provincia di Modena); nella Valle Vara (provincia della Spezia); a Massaciuccoli (provincia di Lucca); nella laguna veneta;
- In America[1]: a Cape Hershel nell'Ellesmere Island e nell'Ontario (Canada);
  - Negli Stati Uniti[1]: in alcune miniere dell'Arizona, della Florida, dell'Oregon e della Virginia;
- In Asia[1]: Nella Mongolia interna (Cina); nella regione siberiana orientale presso il distretto di Bulun della Jacuzia e nella regione dell'estremo oriente (Russia)
- Resto del mondo: in una miniera presso Eucla, in una miniera presso Toppin Hill nelle vicinanze del Lago Rason (Australia Occidentale)[1]; nel fondo marino antartico[3], presso il mare di Weddell[1] da cui il minerale ha preso il nome[2]; nel distretto nord-ovest del Botswana[1].